# Хенри (окръг, Кентъки)
Вижте пояснителната страница за други значения на Хенри.
Окръг Хенри (на английски: Henry County) е окръг в щата Кентъки, Съединени американски щати. Площта му е 754 km², а населението - 15 060 души (2000). Административен център е град Ню Касъл.